# St. Remigius (Veltheim)

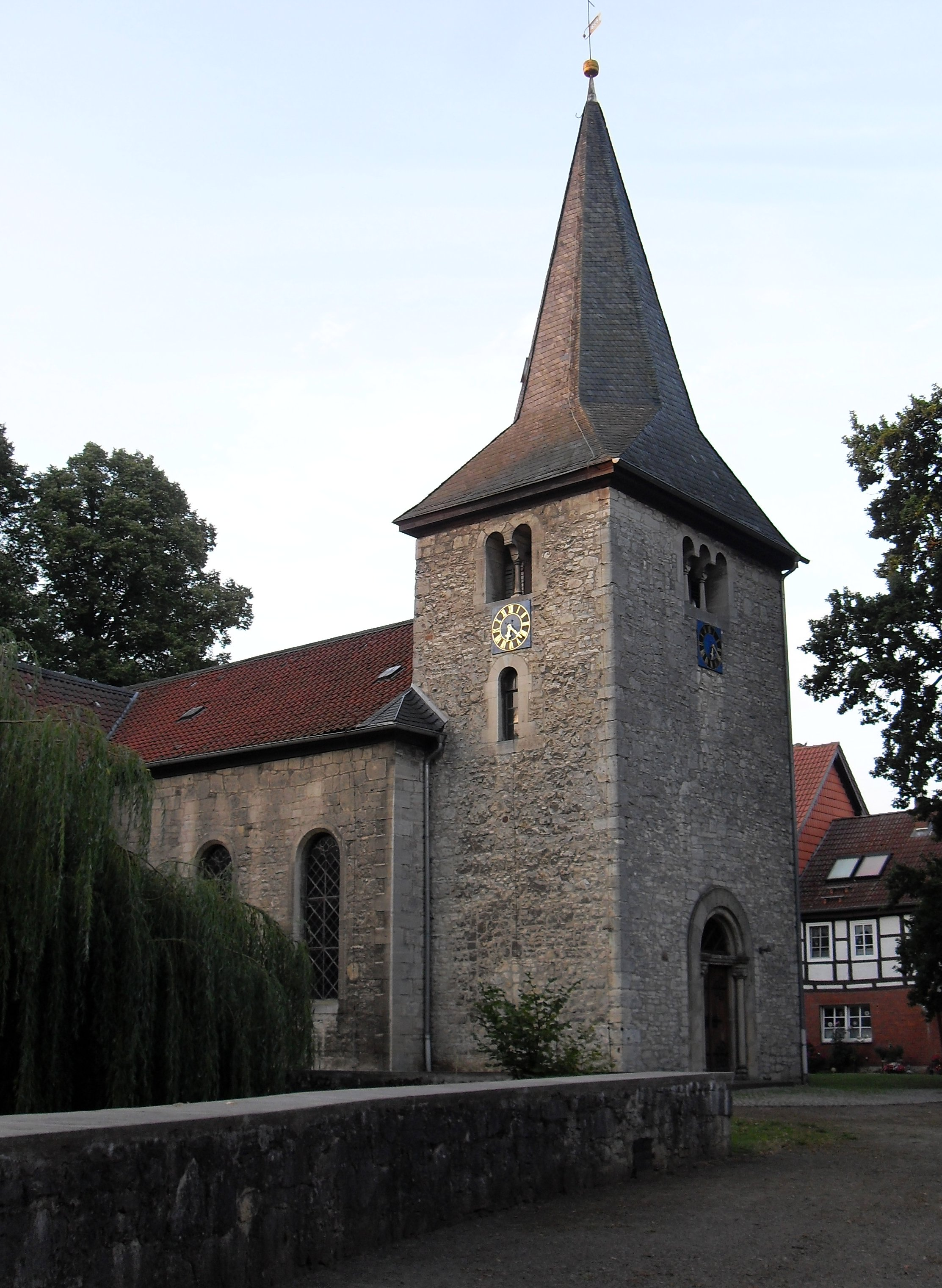
St. Remigius

Die evangelisch-lutherische denkmalgeschützte Pfarrkirche St. Remigius steht in Veltheim (Ohe), einer Gemeinde im Landkreis Wolfenbüttel in Niedersachsen. Die Kirchengemeinde gehört zur Propstei Königslutter der Evangelisch-lutherischen Landeskirche in Braunschweig.

## Beschreibung
Eine romanische Kirche bestand schon 1214. Der von ihr in der Substanz erhaltene querrechteckige Kirchturm aus Bruchsteinen steht im Westen. An ihn baute Friedrich Maria Krahe 1836 eine Saalkirche an, die 1870 von Wilhelm Krahe im neuromanischen Baustil völlig umgebaut und durch ein Querschiff und eine Apsis erweitert wurde. 
Zur Kirchenausstattung gehört ein um 1470/80 von Hans Markgreve geschnitzter Flügelaltar. Im Schrein wird die Anbetung der Könige dargestellt, flankiert von Remigius und Bernward. In den Flügeln sind die 12 Apostel zweizonig angeordnet. Ein spätgotisches Relief zeigt die Kreuzigung.